# KBus
KBus is een computerbus die ontworpen en geïmplementeerd is door Solbourne Computer voor communicatie tussen de centrale verwerkingseenheid, het computergeheugen en I/O-apparaten in SPARC-gebaseerde systemen. Solbourne gebruikte de KBus in hun Series4-, Series5- en Series6-multiprocessorsystemen van eind jaren 1980 tot begin jaren 1990.
KBus is een multiprocessor-bus die tot 11 slots ondersteunt, met een 64-bits datapad en 32-bits fysieke adressering. De overdrachtssnelheid is 128 MB/s bij 20 MHz. Buscontrole wordt gedaan door een arbiter. De KBus-specificatie definieert ook de interrupt-, reset- en time-outlogica.
Door gebruik te maken van de KBus kon Solbourne al systemen met maximaal acht CPU's leveren nog voor Sun met hun eerste multiprocessorsysteem op de markt kwam. Omdat het toenmalige SunOS echter geen multiprocessorconfiguraties ondersteunde, bracht Solbourne het besturingssysteem OS/MP uit. Dit is in wezen een aangepaste versie van SunOS 4.1.x met toegevoegde patches voor multiprocessing en geheugenbeheer. Zelfs de uniprocessorsystemen van Solbourne moesten OS/MP draaien vanwege hun aangepaste MMU's.